# Efeito dotação
Efeito dotação ou efeito posse é um fenômeno psicológico que descreve a tendência de indivíduos dotarem com maior valor itens sob a sua posse do que itens de terceiros. Por exemplo, ao ser perguntado quanto uma pessoa estaria disposta a pagar por uma caneca, a tendência é de que o valor estipulado seja menor do que o valor que ela estaria disposta a vender caso ela fosse a proprietária da caneca. A explicação para esse fenômeno é de que ao possuir algo, esse algo se torna o seu status quo, e ao se desfazer disso, o custo será uma sensação de perda, que acaba sendo compensada por uma inflação do preço do item.